# Титов Федір Єгорович
Федір Єгорович Титов (8 січня 1910, село Сергієви Горки Вязниковського повіту Владимирської губернії, тепер Владимирської області, Російська Федерація — 18 травня 1989, місто Москва) — радянський діяч, 2-й секретар ЦК КП(б) Латвії, 2-й секретар ЦК КП Узбекистану, 1-й секретар Івановського і Чечено-Інгуського обкомів КПРС, Надзвичайний і Повноважний Посол СРСР в Угорщині, міністр закордонних справ Російської РФСР. Член ЦК КПРС у 1952—1971 роках. Депутат Верховної Ради СРСР 3—6-го скликань.

## Життєпис
Народився в селянській родині. Закінчив сільську школу. З чотирнадцятирічного віку працював у власному сільському господарстві, був найманим робітником. Вступив до комсомолу. З 1929 року — завідувач хати-читальні у Вязниковському районі, співробітник районної газети.
Член ВКП(б) з 1930 року.
З 1930 по 1933 рік — слухач Вязниковського робітничого факультету Івановської промислової області.
З 1933 по 1936 рік навчався в Костромському текстильному інституті, обирався секретарем партійного комітету інституту.
У 1936—1937 роках — завідувач відділу політичної підготовки, секретар Костромського міського комітету ВЛКСМ.
У 1937 році повертається на навчання до Костромського текстильного інституту, у 1939 році був обраний секретарем партійного комітету інституту.
У 1941 році закінчив Костромський текстильний інститут.
У 1941—1942 роках — заступник голови виконавчого комітету Костромської міської ради депутатів трудящих; завідувач організаційно-інструкторського відділу Ярославського обласного комітету ВКП(б).
У 1942 — листопаді 1944 року — інструктор Управління кадрів ЦК ВКП(б).
17 листопада 1944 — 24 січня 1949 року — секретар ЦК КП(б) Латвії з кадрів.
27 січня 1949 — 26 серпня 1952 року — 2-й секретар ЦК КП(б) Латвії.
У серпня 1952 — 22 вересня 1959 року — 1-й секретар Івановського обласного комітету КПРС.
10 вересня 1959 — 2 серпня 1962 року — 2-й секретар ЦК КП Узбекистану.
У 1962—1963 роках — керівник Групи радників з надання допомоги в розвитку народного господарства Республіки Куби.
У вересні 1963 — 11 січня 1966 року — 1-й секретар Чечено-Інгуського обласного комітету КПРС.
19 січня 1966 — 18 березня 1971 року — Надзвичайний і Повноважний Посол СРСР в Угорській Народній Республіці.
7 травня 1971 — 28 травня 1982 року — міністр закордонних справ Російської РФСР.
З травня 1982 року — персональний пенсіонер союзного значення в місті Москві.
Похований на Ваганьковському цвинтарі Москви.

## Нагороди та відзнаки
- три ордени Леніна
- три ордени Трудового Червоного Прапора
- орден Дружби народів
- орден «Знак Пошани» (8.01.1980)
- медаль «За оборону Москви»
- медаль «За перемогу над Німеччиною у Великій Вітчизняній війні 1941—1945 рр.»
- медаль «За доблесну працю у Великій Вітчизняній війні 1941—1945 рр.»
- медалі
- Надзвичайний і Повноважний Посол (1965)